# Mountain Pacific Sports Federation (pallavolo)
La Mountain Pacific Sports Federation è una delle 9 conference di pallavolo maschile affiliate alla NCAA Division I, la squadra vincitrice accede di diritto al torneo NCAA.

## Storia
La Mountain Pacific Sports Federation viene fondata nel 1992, accogliendo le università iscritte alla Big West, Pacific-10, Western Athletic Conference e della zona occidentale degli Stati Uniti d'America, con lo scopo di fornire dei campionati alle università affiliate alla NCAA Division I negli sport olimpici di squadra.

## Squadre

| Squadra                               | Sede        | Stato      | Fondazione | Soprannome | Affiliazione |
| ------------------------------------- | ----------- | ---------- | ---------- | ---------- | ------------ |
| Brigham Young                         | Provo       | Utah       | 1990       | Cougars    | 1993         |
| UC Los Angeles                        | Los Angeles | California | 1954       | Bruins     | 1993         |
| Template:Volley UNI California Merced | Merced      | California | 2014       | Bobcats    | 2026         |
| Concordia Irvine                      | Irvine      | California | 2013       | Eagles     | 2018         |
| Template:Volley UNI Jessup            | Rocklin     | California | 2025       | Warriors   | 2026         |
| Menlo                                 | Atherton    | California | 2018       | Oaks       | 2025         |
| Pepperdine                            | Malibù      | California | 1971       | Waves      | 1993         |
| Southern California                   | Los Angeles | California | 1977       | Trojans    | 1993         |
| Stanford                              | Stanford    | California | 1976       | Cardinal   | 1993         |
| Vanguard                              | Costa Mesa  | California | 2020       | Lions      | 2025         |

### Ex membri
| Squadra            | Ingresso | Uscita |
| ------------------ | -------- | ------ |
| UC Irvine          | 1993     | 2017   |
| UC San Diego       | 1993     | 2017   |
| UC Santa Barbara   | 1993     | 2017   |
| CSU Long Beach     | 1993     | 2017   |
| CSU Northridge     | 1993     | 2017   |
| Hawaii             | 1993     | 2017   |
| California Baptist | 2013     | 2017   |
| Grand Canyon       | 2018     | 2025   |

## Arene
| Squadre                               | Arene                | Capacità |
| ------------------------------------- | -------------------- | -------- |
| Brigham Young                         | Smith Fieldhouse     | 5 000    |
| UC Los Angeles                        | Pauley Pavilion      | 12 829   |
| Template:Volley UNI California Merced | Hostetler Court      | 600      |
| Concordia Irvine                      | CU Arena             | 2 400    |
| Template:Volley UNI Jessup            | Warrior Arena        | ??       |
| Menlo                                 | Haynes-Prim Pavilion | 600      |
| Pepperdine                            | Firestone Fieldhouse | 5 000    |
| Southern California                   | Galen Center         | 10 300   |
| Stanford                              | Maples Pavilion      | 7 392    |
| Vanguard                              | Freed Center         | 1 910    |

## Albo d'oro
| Anno          | Podio               | Podio               | Podio         |
| Campione      | Seconda             | Terza               |               |
| ------------- | ------------------- | ------------------- | ------------- |
| 1993 Dettagli | UC Los Angeles      | -                   | -             |
| 1994 Dettagli | UC Los Angeles      | -                   | -             |
| 1995 Dettagli | UC Los Angeles      | -                   | -             |
| 1996 Dettagli | UC Los Angeles      | -                   | -             |
| 1997 Dettagli | Stanford            | -                   | -             |
| 1998 Dettagli | Pepperdine          | -                   | -             |
| 1999 Dettagli | Brigham Young       | -                   | -             |
| 2000 Dettagli | UC Los Angeles      | -                   | -             |
| 2001 Dettagli | UC Los Angeles      | -                   | -             |
| 2002 Dettagli | Pepperdine          | -                   | -             |
| 2003 Dettagli | Brigham Young       | -                   | -             |
| 2004 Dettagli | Brigham Young       | -                   | -             |
| 2005 Dettagli | Pepperdine          | -                   | -             |
| 2006 Dettagli | UC Los Angeles      | -                   | -             |
| 2007 Dettagli | UC Irvine           | -                   | -             |
| 2008 Dettagli | Pepperdine          | Brigham Young       | -             |
| 2009 Dettagli | Southern California | Pepperdine          | -             |
| 2010 Dettagli | Stanford            | CSU Northridge      | -             |
| 2011 Dettagli | UC Santa Barbara    | Southern California | -             |
| 2012 Dettagli | UC Irvine           | Stanford            | -             |
| 2013 Dettagli | Brigham Young       | CSU Long Beach      | -             |
| 2014 Dettagli | Brigham Young       | Stanford            | -             |
| 2015 Dettagli | UC Irvine           | Pepperdine          | -             |
| 2016 Dettagli | Brigham Young       | UC Los Angeles      | -             |
| 2017 Dettagli | CSU Long Beach      | Hawaii              | -             |
| 2018 Dettagli | Brigham Young       | UC Los Angeles      | -             |
| 2019 Dettagli | Pepperdine          | Southern California | -             |
| 2020 Dettagli | Non assegnato       | Non assegnato       | Non assegnato |
| 2021 Dettagli | Brigham Young       | Pepperdine          | -             |
| 2022 Dettagli | Pepperdine          | Stanford            | -             |
| 2023 Dettagli | UC Los Angeles      | Stanford            | -             |
| 2024 Dettagli | Grand Canyon        | UC Los Angeles      | -             |
| 2025 Dettagli | Pepperdine          | Southern California | -             |

## Palmarès
| Squadre             | Titoli | Stagioni                                       |
| ------------------- | ------ | ---------------------------------------------- |
| Brigham Young       | 8      | 1999, 2003, 2004, 2013, 2014, 2016, 2018, 2021 |
| UC Los Angeles      | 8      | 1993, 1994, 1995, 1996, 2000, 2001, 2006, 2023 |
| Pepperdine          | 7      | 1998, 2002, 2005, 2008, 2019, 2022, 2025       |
| UC Irvine           | 3      | 2007, 2012, 2015                               |
| Stanford            | 2      | 1997, 2010                                     |
| Southern California | 1      | 2009                                           |
| UC Santa Barbara    | 1      | 2011                                           |
| CSU Long Beach      | 1      | 2017                                           |
| Grand Canyon        | 1      | 2024                                           |